# Winfried Werner (Politiker, 1958)
Winfried Werner (* 2. April 1958 in Berlin) ist ein deutscher Politiker (CDU) und war von 1991 bis 2001 Mitglied im Abgeordnetenhaus von Berlin.
Winfried Werner absolvierte nach dem Abitur 1976 zunächst eine Ausbildung zum Versicherungskaufmann und war bis 1993 in diesem Beruf tätig. Daneben studierte er Rechtswissenschaften an der Freien Universität Berlin mit zweitem Staatsexamen 1993. Seitdem ist er als Rechtsanwalt tätig.
Werner trat 1975 in die CDU ein. Von 1985 bis 1989 gehörte er der Bezirksverordnetenversammlung Neukölln an. Er wurde 1991 in das Abgeordnetenhaus gewählt und hatte dort bis 2001 ein Mandat inne.